# Caliris pallens
Caliris pallens är en bönsyrseart som beskrevs av Wang 1993. Caliris pallens ingår i släktet Caliris och familjen Tarachodidae. Inga underarter finns listade i Catalogue of Life.